# 파트릭 (1987년)
안데르송 파트릭 아기아르 올리베이라(포르투갈어: Anderson Patric Aguiar Oliveira, 1985년 5월 12일 ~ )는 파트릭(포르투갈어: Patric)으로 불리는 브라질의 축구 선수로, 포지션은 스트라이커다. 2022년 현재 일본 J1리그 감바 오사카에서 활약하고 있다.

## 축구인 경력

### 클럽 경력
파트릭은 2007년 브라질의 파라 주의 파이산두 SC에서 데뷔하였다.
이후 브라질의 여러 클럽들을 전전하다, 2013년 처음으로 일본 축구 무대에 발을 디뎠다. 가와사키 프론탈레와 방포레 고후를 거쳐, 2014 시즌 감바 오사카로 이적하였다. 그는 감바에서 좋은 활약을 펼쳐나가기 시작했다. 첫 시즌에는 리그 19경기에 출전하여 9골을 기록하였다. 2015 시즌에는 AFC 챔피언스리그에서도 활약했고, 구단이 3위라는 기록을 세우는 데에 크게 일조하였다. 16강 전에서는 FC 서울과 맞붙어 득점을 기록하기도 했다. 이듬해까지 주전으로 활약하였으나, 2017 시즌에는 구단의 2군이자, 유소년 팀인 U-23 팀으로 등록이 되었다.
여름 이적시장을 통해 브라질 사우게이루 AC로 자유계약 이적을 하였다.
2017년 여름, J1리그 산프레체 히로시마로 임대되며 다시 일본 땅을 밟았다.

### Club
2017년 7월 1일 기준
| 구단 기록   | 구단 기록         | 구단 기록   | 리그1 | 리그1 | 컵   | 컵   | 리그 컵 | 리그 컵 | 대륙     | 대륙     | 기타2 | 기타2 | 총합 | 총합 |
| 시즌        | 구단              | 리그        | 출장  | 득점  | 출장 | 득점 | 출장    | 득점    | 출장     | 득점     | 출장  | 득점  | 출장 | 득점 |
| 일본        | 일본              | 일본        | 리그  | 리그  | FA컵 | FA컵 | 리그컵  | 리그컵  | 대륙대회 | 대륙대회 | 기타  | 기타  | 총합 | 총합 |
| ----------- | ----------------- | ----------- | ----- | ----- | ---- | ---- | ------- | ------- | -------- | -------- | ----- | ----- | ---- | ---- |
| 2013        | 가와사키 프론탈레 | J1          | 8     | 2     | 0    | 0    | 5       | 1       | -        | -        | -     | -     | 13   | 3    |
| 총합        | 총합              | 총합        | 8     | 2     | 0    | 0    | 5       | 1       | -        | -        | -     | -     | 13   | 3    |
| 2013        | 방포레 고후       | J1          | 16    | 5     | 2    | 1    | 0       | 0       | -        | -        | -     | -     | 18   | 6    |
| 총합        | 총합              | 총합        | 16    | 5     | 2    | 1    | 0       | 0       | -        | -        | -     | -     | 18   | 6    |
| 2014        | 감바 오사카       | J1          | 19    | 9     | 3    | 3    | 5       | 3       | -        | -        | -     | -     | 27   | 15   |
| 2015        | 감바 오사카       | J1          | 32    | 12    | 4    | 2    | 3       | 0       | 11       | 4        | 5     | 2     | 55   | 20   |
| 2016        | 감바 오사카       | J1          | 20    | 2     | 0    | 0    | 2       | 0       | 5        | 1        | 1     | 0     | 28   | 3    |
| 2017        | 감바 오사카       | J1          | 1     | 0     | 0    | 0    | 0       | 0       | 0        | 0        | -     | -     | 1    | 0    |
| 총합        | 총합              | 총합        | 72    | 23    | 7    | 5    | 10      | 3       | 16       | 5        | 6     | 2     | 111  | 38   |
| 2017        | 산프레체 히로시마 | J1          | 0     | 0     | 0    | 0    | 0       | 0       | -        | -        | -     | -     | 0    | 0    |
| 총합        | 총합              | 총합        | 0     | 0     | 0    | 0    | 0       | 0       | -        | -        | -     | -     | 0    | 0    |
| 커리어 통산 | 커리어 통산       | 커리어 통산 | 96    | 30    | 9    | 6    | 15      | 4       | 16       | 5        | 6     | 2     | 142  | 47   |

 1 J리그 챔피언십 출장 기록과 2 슈퍼컵, J리그컵 / 코파 수다메리카나 챔피언십 출장 기록을 포함한다.